# 小行星8637
小行星8637是一颗围绕太阳公转的小行星。1986年2月6日，亨利·德波鸿诺在拉西拉天文台发现了此天体。
这颗小行星的绝对星等为284.5581422195185等。